# Dinastia sefaua
A dinastia sefaua (Sayfawa/Sefuwa) era a linhagem real dos maís (reis) do Império de Canem e depois do Império de Bornu. Surgem no século XI, com a usurpação do trono de Canem por Humé, e mantem-se no trono por séculos.

## Reis
| Nome       | Reinado   | Notas | Ref.        |
| ---------- | --------- | --- | ----------- |
| Humé       | 1075—1086 | Fundador da dinastia, descendente de Ceife, de quem o nome dinástico deriva. É tido como primeiro monarca de Canem a converter-se ao islamismo e ascendeu ao trono mediante usurpação. | [ 1 ] [ 3 ] |
| Dunama I   | 1086—1140 | Sucessor de Humé, sob seu governo o Canem tornou-se soberano no lago Chade. Fez 3 hajes à Meca, tendo se afogado no mar Vermelho no terceiro. Diz-se que possuía um efetivo de 100 000 cavaleiros. | [ 1 ] [ 2 ] |
| Bir        | 1140—1166 | Sucessor de Dunama. Sucede-o no trono e então é sucedido por Abedalá. | [ 2 ]       |
| Abedalá I  | 1166—1182 | Sucessor de Bir. Sucede-o no trono e então é sucedido por Salmama. | [ 2 ]       |
| Salmama I  | 1182—1210 | Sucessor de Abedalá. Sucede-o no trono e então é sucedido por Dunama. | [ 2 ]       |
| Dunama II  | 1210—1248 | Filho de Salmama. Expandiu as fronteiras de Canem e capturou Zuila, o principal polo no Fezã do comércio transaariano. Fez haje a Meca e ordenou a construção de uma madraça no Cairo. Também lhe é atribuída a introdução dos corcéis do Egito e Norte da África em Canem e uma expedição fracassada contra os cuararafas. | [ 2 ] [ 4 ] |
| Cadai      | 1248—1277 | Sucessor de Dunama. Entrou em conflito com o irmão Bir II no reinado de Dunama. Como maí, enviou presentes ao califa Maomé I (r. 1249–1277) em Túnis e fez guerras de expansão, mas foi morto em combate. | [ 5 ] [ 6 ] |
| Bir II     | 1277—1296 | Sucessor de Cadai. Entrou em conflito com o irmão Cadai no reinado de Dunama. Como maí, teve um reinado pacífico e faleceu na capital Anjimi. | [ 5 ] [ 6 ] |
| Ibraim I   | 1277—1296 | Sucessor de Bir. Continuou a política de seus sucessores e conduziu um haje à Meca. Foi morto em combate. | [ 5 ] [ 6 ] |
| Abedalá II | 1315—1335 | Sucessor de Ibraim. Governou dois decênios e faleceu pacificamente na capital. | [ 5 ] [ 6 ] |
| Salmama II | 1335—1339 | Sucessor de Abedalá. Foi morto em combate contra os saôs. | [ 5 ] [ 7 ] |
| Curi I     | 1339—1340 | Sucessor de Salmama e filho de Abedalá II. Foi morto em combate contra os saôs. | [ 5 ] [ 7 ] |
| Curi II    | 1340—1341 | Sucessor de Curi e filho de Abedalá II. Foi morto em combate contra os saôs. | [ 5 ] [ 7 ] |
| Maomé I    | 1341—1342 | Sucessor de Curi e filho de Abedalá II. Foi morto em combate contra os saôs. | [ 5 ] [ 7 ] |
| Idris I    | 1342—1366 | Sucessor de Maomé e filho de Ibraim I. Conseguiu chegar a termos com os saôs e adotou uma política mais conciliatória com as tribos sujeitas a Canem. | [ 5 ] [ 7 ] |
| Daúde I    | 1366—1377 | Sucessor de Idris e filho de Ibraim I. Entra em guerra civil com seus sobrinhos que queriam suceder o pai. Essa guerra atraiu a atenção dos bulalas, que invadiram Canem e derrotaram Daúde. | [ 5 ] [ 7 ] |
| Otomão I   | 1377—1379 | Sucessor de Daúde. Foi morto em combate contra os bulalas. | [ 5 ] [ 7 ] |
| Otomão II  | 1379—1381 | Sucessor de Otomão e filho de Idris I. Foi morto em combate contra os bulalas. | [ 5 ] [ 7 ] |
| Abacar I   | 1381—1382 | Sucessor de Otomão e filho de Daúde I. Foi morto em combate contra os bulalas. | [ 5 ] [ 7 ] |
| Omar I     | 1382—1387 | Sucessor de Abacar e filho de Idris I. Com o agravo da situação, decide abandonar Canem e sua corte foi transferida para Bornu, onde se funda o Império de Bornu. | [ 5 ] [ 7 ] |